# Жовта (притока Шийки)
Жовта — річка в Україні, у Житомирському районі Житомирської області. Права притока Шийки (басейн Дніпра).

## Опис
Довжина річки приблизно 3 км.

## Розташування
Бере початок на північному сході від Межирічки. Тече переважно на північний схід і в Покостівці впадає у річку Шийку, ліву притоку Тетерева.